# Sachar Wadimowitsch Arsamaszew
Sachar Wadimowitsch Arsamaszew (russisch Захар Вадимович Арзамасцев; * 6. November 1992 in Nowokusnezk) ist ein russischer Eishockeyspieler, der seit Mai 2020 bei Awtomobilist Jekaterinburg aus der Kontinentalen Hockey-Liga (KHL) unter Vertrag steht und dort auf der Position des Verteidigers spielt.

## Karriere
Sachar Arsamaszew begann seine Karriere als Eishockeyspieler in seiner Heimatstadt in der Nachwuchsabteilung von Metallurg Nowokusnezk, für dessen Profimannschaft er in der Saison 2009/10 sein Debüt in der Kontinentalen Hockey-Liga gab. In seinem Rookiejahr erzielte er in 21 Spielen je ein Tor und eine Vorlage. Parallel spielte er für Metallurgs Juniorenmannschaft in der multinationalen Nachwuchsliga Molodjoschnaja Chokkeinaja Liga und wurde 2010 in das All-Star-Team dieser Liga gewählt. Seit der Saison 2011/12 spielt der Verteidiger ausschließlich für das KHL-Team von Metallurg Nowokusnezk.
Im Juni 2013 wurde Arsamaszew gegen Nikita Loschkin, Jegor Martynow, Rafael Achmetow und Maxim Sjusjakin von Lokomotive Jaroslawl eingetauscht. Nach vier Spielen kehrte er jedoch im Oktober 2013 zu seinem Heimatverein zurück.
Im Januar 2014 wurde er gegen eine finanzielle Kompensation an den HK ZSKA Moskau abgegeben. Beim ZSKA kam er jedoch bis Saisonende nur vier Mal zum Einsatz, ehe er im Mai 2014 an Sewerstal Tscherepowez abgegeben wurde. Nach einem Jahr in Tscherepowez verließ er den Klub und wurde von Salawat Julajew Ufa verpflichtet. In Ufa spielte der Verteidiger insgesamt fünf Jahre, ehe er im Sommer 2020 zu Awtomobilist Jekaterinburg wechselte.

### International
Für Russland nahm Arsamaszew an der U18-Junioren-Weltmeisterschaft 2010 teil. Im Turnierverlauf bereitete er in sieben Spielen drei Tore vor. Mit der russischen U20-Auswahl spielte er bei der U20-Weltmeisterschaft und gewann mit dem Team die Silbermedaille.
In der Nationalmannschaft der Herren debütierte er bei der Euro Hockey Tour 2016/17.

## Erfolge und Auszeichnungen
- 2010 All-Star-Team der Molodjoschnaja Chokkeinaja Liga
- 2012 Silbermedaille bei der U20-Junioren-Weltmeisterschaft
- 2016 KHL-Verteidiger des Monats November

## KHL-Statistik
(Stand: Ende der Saison 2019/20)